# Donnchad mac Eochocain
Donnchad mac Eochocain ou Aedacain (ou encore Donnchad Ua Conchobair) (mort en 867) est un roi d'Uisneach dans le royaume de Mide issu du Clan Cholmáin. Il est le petit-fils de Conchobar mac Donnchada (mort en 833). Il règne de 864 à 867.

## Éléments de biographie
Donnchad est le fils d'Eochocán ou Áeducán le fils cadet de l'Ard ri Erenn Conchobar mac Donnchada. Il accède au trône du royaume de Mide après une période de guerre civile entre les membres du Clan Cholmáin qui se solde par la mort en 864 de Conchobar « Leth ri Midi » (autre roi de Mide), peut-être son fils et l'aveuglement la même année de Lorcan mac Cathail par l'Ard ri Erenn Áed Findliath Donnchad est lui-même tué en 877 par un rival de son clan, son cousin-issu de germain Flann Sinna fils de Mael Seachnaill Ier mac Mael Ruanaid qui devient à son tour roi.